# 大崎町立菱田中学校
座標: 北緯31度26分42.122秒 東経131度2分24.965秒
大崎町立菱田中学校（おおさきちょうりつひしだちゅうがっこう）は、鹿児島県曽於郡大崎町にあった公立中学校である。

## 概要
- 2006年5月1日現在の生徒数は100名で、各学年1学級であった。
- 2014年3月、大崎町立大崎中学校と統合する形で閉校。